# Coryphellina albomarginata
Coryphellina albomarginata is een slakkensoort uit de familie van de Flabellinidae. De wetenschappelijke naam van de soort werd voor het eerst geldig gepubliceerd in 1971 door Miller als Coryphella albomarginata.